# Albussac
 Albussac  (en occitano Albuçac) es una comuna y población de Francia, en la región de Lemosín, departamento de Corrèze, en el distrito de Tulle y cantón de Argentat.
Su población en el censo de 2008 era de 693 habitantes.
No está integrada en ninguna Communauté de communes.

## Demografía
| 777 | 851 | 790 | 718 | 739 | 664 | 693 |
| Para los censos de 1962 a 1999 la población legal corresponde a la población sin duplicidades (Fuente: INSEE [Consultar]) |     |     |     |     |     |     |